# فيكرام سرابهاي
فيكرام سرابهاي هو فيزيائي هندي ولد في أحمد آباد سنة 1919 وتوفي سنة 1971 بسبب الإرهاق نتيجة الضغط في جدول عمله. يعتبر فيكرام سرابهاي أب  البرنامج الفضائي الهندي  وينحدر من عائلة جاينية غنية. درس فيكرام العلوم الطبيعية في جامعة كامبريدج بكلية سانت جونز وتخرج منها سنة 1940. عاد بعد ذلك إلى الهند ليعمل كباحثا في المعهد الهندي للعلوم ببنغالور تحت إشراف صاحب النوبل في الفيزياء رامان.
بعد انتهاء الحرب العالمية الثانية عاد فيكرام إلى كامبرادج وتحصل على درجة الدكتوراة.

## انظر ايضًا
- روبرت جوددارد

## روابط خارجية
- فيكرام سرابهاي على موقع الموسوعة البريطانية (الإنجليزية)